# Afrique du Sud aux Jeux olympiques d'hiver de 1994
Cet article contient des informations sur la participation et les résultats de l'Afrique du Sud aux Jeux olympiques d'hiver de 1994, qui ont eu lieu à Lillehammer en Norvège. Lors de ces jeux de 1994, l'Afrique du Sud participait à ses deuxièmes Jeux olympiques. Elle était représentée par deux athlètes.

## Patinage artistique
| Nom                | Épreuve           | Points      | Place |
| ------------------ | ----------------- | ----------- | ----- |
| Dino Quattrocecere | Individuel hommes | 35,5 points | 24e   |

## Patinage de vitesse
| Nom         | Épreuve               | Résultats  |
| ----------- | --------------------- | ---------- |
| Cindy Meyer | 500 m, 1 000 m femmes | 29e et 23e |